# گونبیورن
گونبیورن یا Gunnbjørn Fjeld بلندترین نقطهٔ ناحیهٔ گرینلند می‌باشد. این کوه، مرتفع‌ترین کوه در شمال دایره قطب شمال است. این کوه یک نوناتاک است و برای اولین بار در تاریخ ۱۶ اوت سال ۱۹۳۵ توسط آگوستین کورتالد، جک لانگ لند، ابی مونک، هارولد جی واگر و لارنس وگر فتح شد.